# ニコラ・ミレンコヴィッチ
ニコラ・ミレンコヴィッチ（Nikola Milenković、1997年10月12日 - ）は、セルビア・ベオグラード出身のプロサッカー選手。サッカーセルビア代表。ノッティンガム・フォレストFC所属。ポジションはDF。

## 経歴

### クラブ
パルチザン・ベオグラードの下部組織で育成され、トップチームに昇格すると同時にFKテレオプティクにレンタルに出された。レンタル復帰後、2016年4月10日のFKムラドスト・ルチャニ戦でトップチームデビュー。5月21日のFKヴォイヴォディナ・ノヴィ・サド戦でプロ初ゴールをマーク。
2017年5月24日、510万ユーロでACFフィオレンティーナに移籍。
2024年7月18日、ノッティンガム・フォレストFCに移籍した。

### 代表
2016年9月29日、カタール代表との親善試合でセルビア代表初キャップ。 
2018年夏、2018 FIFAワールドカップに参加。

## 所属クラブ
- パルチザン・ベオグラード 2015-2017

→ FKテレオプティク 2015-2016 (loan)
- ACFフィオレンティーナ 2017-2024
- ノッティンガム・フォレストFC 2024-

## 代表歴

### 出場大会
- セルビア代表
  - 2018 FIFAワールドカップ
  - 2022 FIFAワールドカップ
  - UEFA EURO 2024

### 試合数
- 国際Aマッチ 51試合 3得点（2016年-）[9]

| セルビア代表 | 国際Aマッチ | 国際Aマッチ |
| 年           | 出場        | 得点        |
| ------------ | ----------- | ----------- |
| 2016         | 1           | 0           |
| 2017         | 0           | 0           |
| 2018         | 10          | 0           |
| 2019         | 8           | 1           |
| 2020         | 8           | 0           |
| 2021         | 6           | 2           |
| 2022         | 9           | 0           |
| 2023         | 9           | 0           |
| 2024         |             |             |
| 通算         | 51          | 3           |

## タイトル
パルチザン
- セルビア・スーペルリーガ: 2016-17
- セルビア・カップ: 2015-16, 2016-17